# اچ‌ام‌سی‌اس والاکبورگ (جی۳۳۶)
اچ‌ام‌سی‌اس والاکبورگ (جی۳۳۶) (به انگلیسی: HMCS Wallaceburg (J336)) یک کشتی بود که طول آن 68.6 (225 ft) بود. این کشتی در سال ۱۹۴۲ ساخته شد.